# National Conference of State Historic Preservation Officers
La Conferencia Nacional de Oficiales de los Estados de la Preservación Histórica (NCSHPO) es una organización sin fines de lucro para los oficiales Estatales de Preservación Histórica (SHPO). Sirve como una manera de ponerse en contacto con los SHPO. La misión de la NCSHPO es actuar como un representante nacional de la SHPO, especialmente cuando tienen que representar sus intereses en Washington.
El NCSHPO se reúne cada año y los participantes no sólo son del SHPO, si no que también son de Preservation Action y la National Alliance of Preservation Commissions, National Trust for Historic Preservation Advisors y agencias federales. Los participantes son informados sobre actualizaciones legislativas importantes y después visitan Capitol Hill con la información, para reunirse con sus representantes y senadores y establecer una posición favorable en sus asuntos.
Generalmente el presidente de NCSHPO es un miembro anterior del Advisory Council on Historic Preservation (ACHP) mientras que el Consejo de Directores, en la cual gobierna al NCSHPO, es elegido por un miembro de los estados y se reúnen frecuentemente una vez al año. Ellos actúan como representantes con las agencias federales y las organizaciones de preservaciones nacionales. Es importante para ellos mantener una relación cercana con estas agencias federales, y la NCSHPO se mantiene muy cerca con las siguientes organizaciones: La ACHP, El National Park Service, El National Trust for Historic Preservation y Preservation Action.